# Jean-Louis Dubreton
Jean-Louis Dubreton (18 de enero de 1773-27 de mayo de 1855) fue un general de división francés, famoso por derrotar al duque de Wellington en Burgos.